# Nenkovice
Nenkovice är en ort i Tjeckien.   Den ligger i regionen Södra Mähren, i den sydöstra delen av landet, 220 km sydost om huvudstaden Prag. Nenkovice ligger 255 meter över havet och antalet invånare är 442.
Terrängen runt Nenkovice är platt åt sydost, men åt nordväst är den kuperad. Terrängen runt Nenkovice sluttar söderut. Runt Nenkovice är det ganska tätbefolkat, med 192 invånare per kvadratkilometer. Närmaste större samhälle är Hodonín, 19,3 km sydost om Nenkovice. Trakten runt Nenkovice består till största delen av jordbruksmark.